# Prieuré Saint-Julien de Saint-Julien-sur-Dheune
Le prieuré Saint-Julien de Saint-Julien-sur-Dheune est un ancien prieuré qui reçut des moniales bénédictines. 
Celui-ci connut trois siècles de prospérité, et plusieurs filles de grandes maisons nobles furent placées à la tête de cette fondation, entre autres Béatrix de Rabutin en 1422, Louise de Dyo au siècle suivant et Françoise de Damas en 1616 ; et, enfin, Charlotte de Rabutin, seconde fille de Bussy-Rabutin (dite aussi mademoiselle de Chaseu). 
En 1302, Lambert de la Tour-sous-Montaigu, prévôt de l'ancien diocèse de Chalon, y avait fait une donation. 
Les religieuses demandèrent, avec l'appui de la prieure madame de Rabutin, à quitter les lieux, jugés peu confortables, pour Autun, ce qui leur fut accordé en 1655 par Louis Doni d'Attichy (1598-1664), évêque d'Autun (1652-1664). Elles ne demeurèrent toutefois que peu de temps à Autun (dans le futur hôtel Saint-Louis et de la Poste), la ville comptant déjà deux abbayes bénédictines. De ce fait, elles s'installèrent à Dijon peu après, en 1676.
Louise-Françoise de Rabutin, élue en 1714, fut la dernière des vingt-deux supérieures de Saint-Julien, prieuré qui dépendait de l'abbaye de Moutier Saint-Jean. 
Il ne reste plus rien de ce monastère qui fut mis à sac à la Révolution. Seule l'église, qui fut reconstruite, subsiste.